# Uenohara
Uenohara (上野原市, Uenohara-shi) is een stad in de prefectuur Yamanashi, Japan. Begin 2014 telde de stad 25.707 inwoners. Uenohara maakt deel uit van de metropool Groot-Tokio.

## Geschiedenis
Op 13 februari 2005 werd Uenohara benoemd tot stad (shi). Dit gebeurde na het toevoegen van het dorp Akiyama (秋山村) aan Uenohara.
Steden:
Chuo · Fuefuki · Fujiyoshida · Hokuto · Kai · Kofu (hoofdstad) · Koshu · Minami-Alps · Nirasaki · Otsuki · Tsuru · Uenohara · Yamanashi

Districten:
Kitatsuru · Minamikoma · Minamitsuru · Nishiyatsushiro · Nakakoma
Gemeenten per district